# Ukraine Air Alliance
Ukraine Air Alliance — українська авіакомпанія зі штаб-квартирою в Києві, заснована у 1992 році, що здійснює вантажні та пасажирські чартерні перевезення. Базові аеропорти — «Бориспіль» та «Київ». Припинила операції 7 жовтня 2019 року.

## Історія
Компанія була заснована 28 лютого 1992 року та розпочала діяльність у 1993 році. Була зареєстрована як акціонерне товариство і була однією з перших приватних авіаліній в Україні, що отримали міжнародний статус через реєстрацію в ІКАО.

## Катастрофи
- 4 жовтня 2019 року під час виконання чартерного рейсу літак Ан-12, що здійснював переліт з Іспанії до Львова, здійснив аварійну посадку на ґрунт в селі Сокільники. Внаслідок катастрофи загинули п'ятеро людей, ще троє було трамвовано[3], самій авіакомпанії було заборонено здійснювати перельоти[4].

## Флот

### Поточний флот
- 7 Ан-12[5]

### Колишній флот
- Ан-2
- Ан-24
- Ан-26Б
- Ан-28
- Ан-32
- Ан-74
- Ан-124-100
- МІ-8 МТ
- Іл-76 МД
- Іл-76 ТД[5].